# Krater w Zatoce Chesapeake
Krater w Zatoce Chesapeake – krater uderzeniowy znajdujący się u wschodnich wybrzeży Ameryki Północnej, który powstał w czasie kolizji bolidu z Ziemią ok. 35,5 mln lat temu w górnym eocenie. Jest jednym z najlepiej zachowanych kraterów uderzeniowych, które powstały na dnie morza, oraz drugim pod względem wielkości w USA. Jego średnica mierzona od krawędzi do krawędzi to 40 km, ale obszar bezpośrednich zniszczeń, ograniczony przez zewnętrzny pierścień ma średnicę 90 km. Osuwanie się osadów w kierunku środka krateru ukształtowało współczesny kształt Zatoki Chesapeake.